# Ferme du Temple

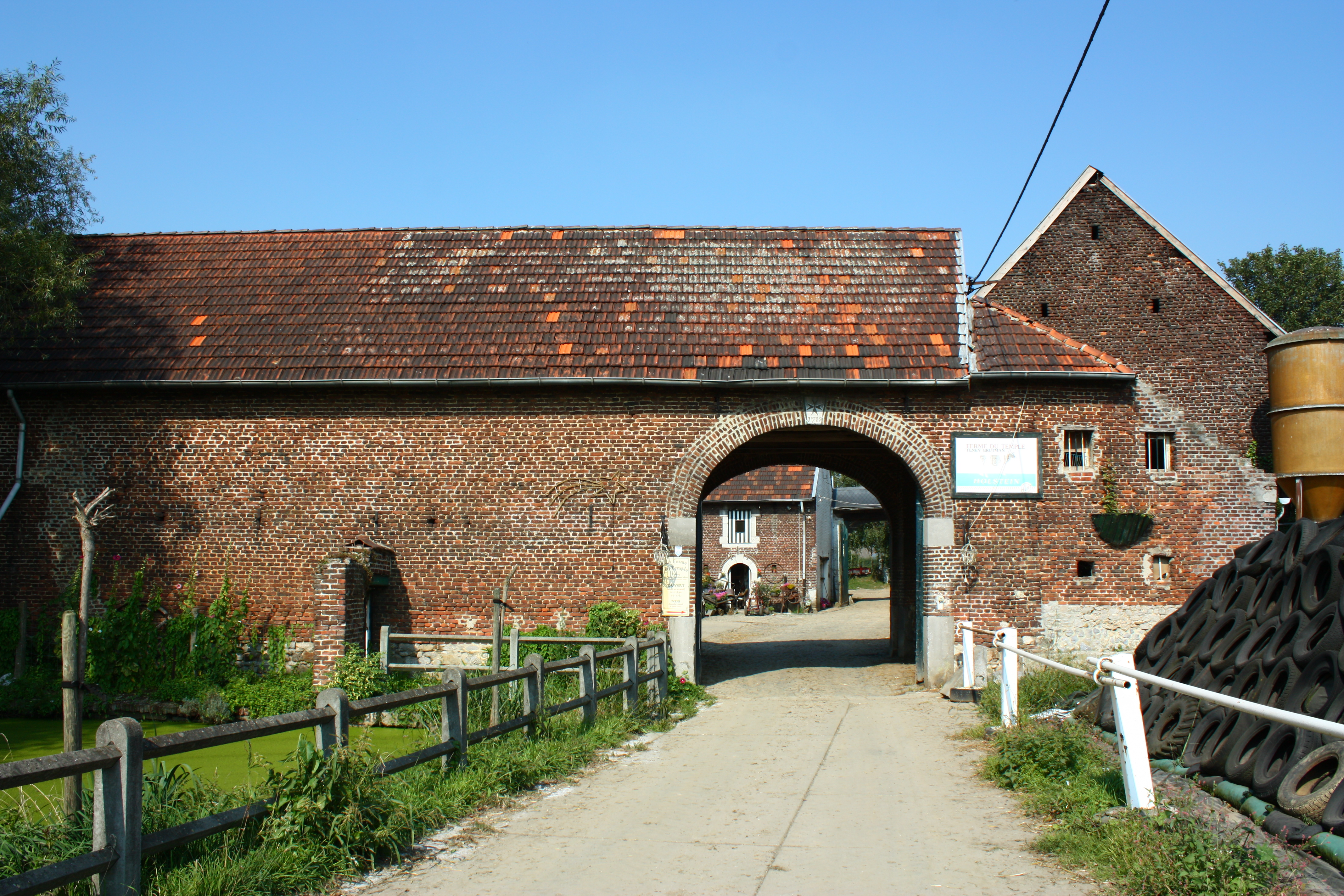
Ferme du Temple

De Ferme du Temple (letterlijk: Tempeliershoeve) is een historische boerderij, gelegen aan de Rue Porte de Lorette te Wezet.

## Geschiedenis
Deze hoeve werd in de 13e eeuw gesticht door de Tempeliers, afkomstig van Villers-le-Temple. Nadat deze orde in 1312 werd opgeheven en vervolgd, kwam het bezit in 1318 in handen van de Orde van Malta. De laatste prior van de Tempeliers, Eustache d’Argenteau, was ondertussen naar Zeeland gevlucht. In 1675 werd de hoeve door de Franse troepen verwoest, en daarna herbouwd. Tot aan de Franse tijd viel zij onder de commanderie van Villers-le-Temple.
Het gebouw is in gebruik als een modelboerderij.

## Gebouw
De huidige gebouwen dateren van de 17e en 18e eeuw en zijn om een binnenplaats gegroepeerd. De ingangspoort toont het jaartal 1719. De vleugel rechts van de ingang is van 1759 en herbergde het gastenverblijf. De stallen zijn van 1687. De andere vleugels zijn eveneens in de eerste helft van de 18e eeuw gebouwd.

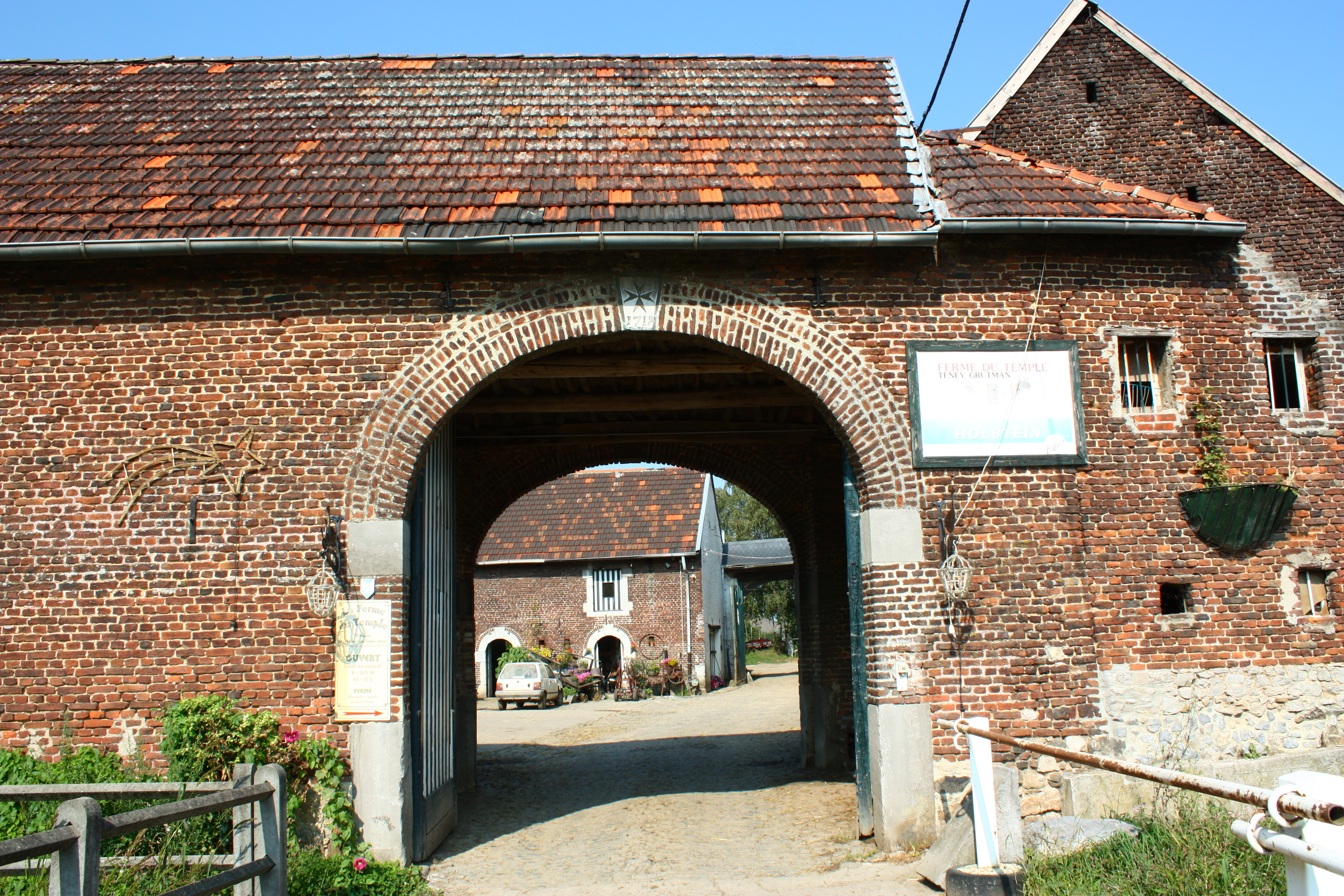
Poortgebouw
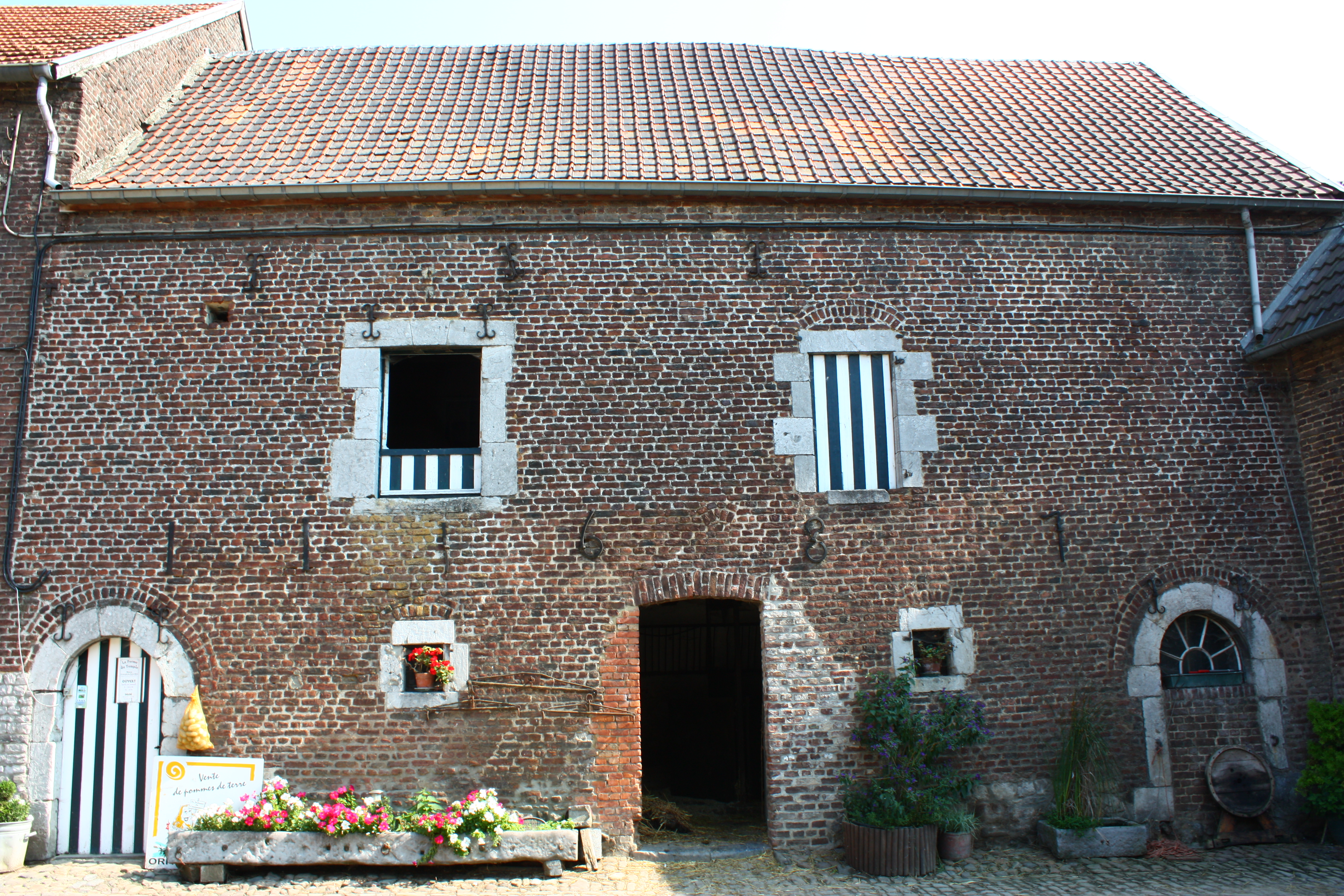
Stallen
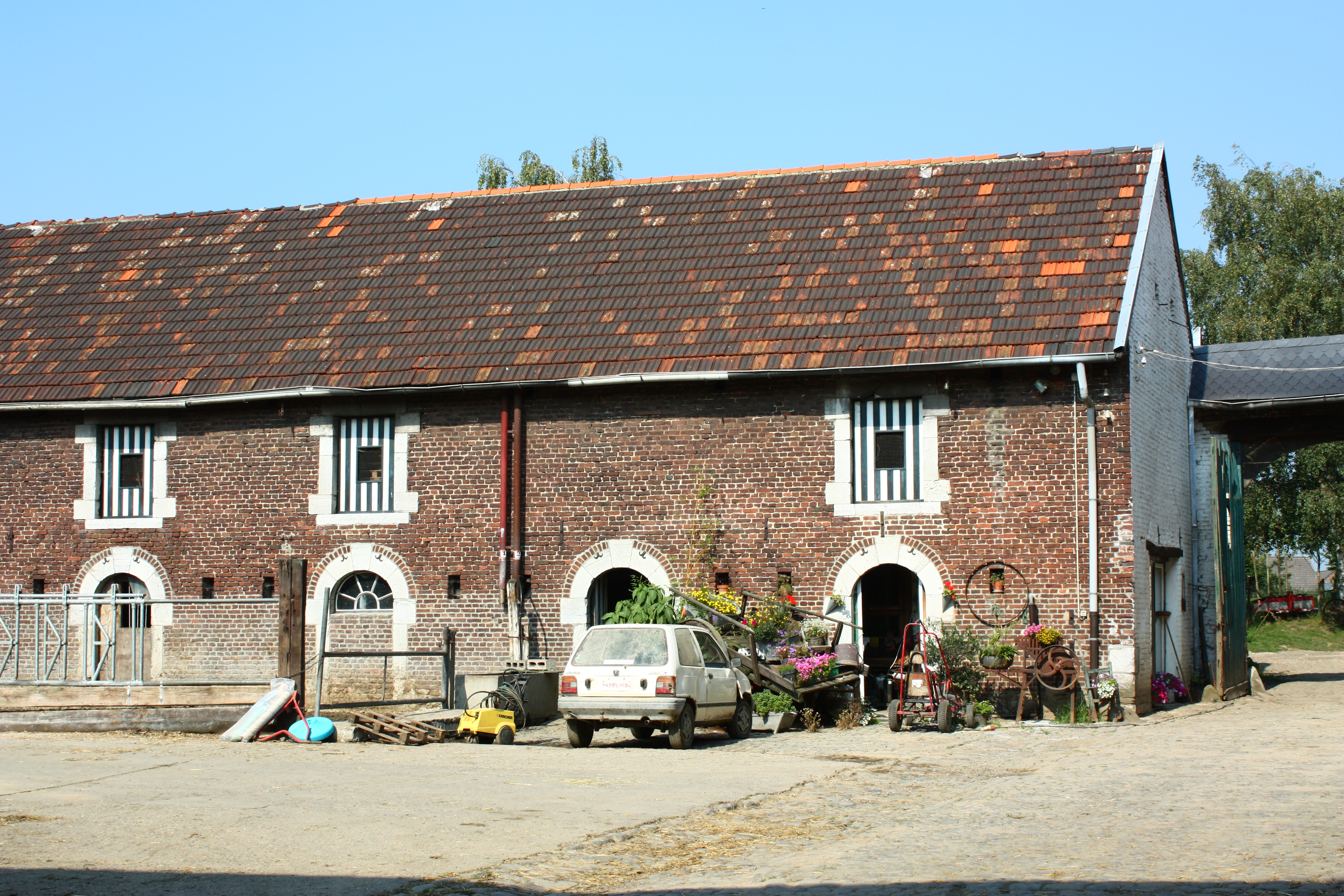
Stallen